# リュブリャナ
リュブリャナ（スロベニア語: Ljubljana 言語発音: [ljuˈbljaːna] ( 音声ファイル)、セルビア・クロアチア語: Љубљана / Ljubljana、ドイツ語: Laibach、イタリア語: Lubiana、ラテン語: Labacum, Aemona）は、スロベニアの首都かつ最大の都市で、同市を中心とした基礎自治体であるリュブリャナ市基礎自治体（スロベニア語: Mestna občina Ljubljana,MOL）を構成する。

## 概要
スロベニアでは国際関係の中心地である。スロベニア中央部のリュブリャナ低地に位置し、人口は280,278人で首都として特別市としての地位が与えられている。地理的に交差路であることから、スラヴ世界と共にゲルマンやラテン文化など様々な要素が歴史を通じて影響を与えている。数世紀来、リュブリャナは歴史的な地域であるクラニスカ地方の首都で、十日間戦争を経てユーゴスラヴィア連邦からスロベニアが1991年に独立して以来、文化、教育、経済、政治、行政の中心となっており、交通や産業が集中、科学機関や調査研究機関が立地している。

## 都市名とシンボル
元々の町の名前は分かっていない。最も有力だと思われているものには市内を流れるリュブリャニツァ川にちなみ名付けられたというものである。言語学者のシルヴォ・トルカル（Silvo Torkar）が支持する仮説では、リュブリャニツァ（Ljubljanica）の古いスラヴ語の名称であるリュボヴィド（Ljubovid）に由来するというものである。
ロベルト・ヴルチョン（Robert Vrčon）は、リュブリャニツァはラテン語のアッルヴィアーナ（alluviana）から転じたとし、それ自体はエルヴィオ（eluvio）から来ており、洪水や氾濫を意味する語である。
中世において、町と川両方の名称は「ライバッハ」（古いドイツ語で「流れない水は洪水を起こす」の意味）が、1918年まで公式に使われていた。スロベニアなどバルカン半島北西部を支配していたオーストリア＝ハンガリー帝国（ハプスブルク帝国）は同年、第一次世界大戦に敗れて崩壊し、ユーゴスラヴィアの前身であるスロベニア人・クロアチア人・セルビア人国が建国された。
幅広く知られる民間語源では。伝統的にスロベニア語で「最愛の」を意味する'ljubljena'と結びつけられる。この考えは1825年にキリスト教司祭で、言語学者でもあり新しいスロベニア語の語法を提案したフランク・メテルコを含む初期の学者により受け入れられ、現代の言語学者の間でも広く一致を見ている。
町のシンボルはリュブリャナドラゴンで、ドラゴン（竜）は力や勇気、大きさの象徴である。ドラゴンはリュブリャナの紋章に描かれたリュブリャナ城の塔の最上部とリュブリャニツァ川に架かる竜の橋（Zmajski most）に描写されている。竜の橋はしばしば、ウィーン分離派が生み出した橋の中では最も美しい橋と見なされている。
リュブリャナドラゴンの起源に関してはいくつかの説がある。有名なギリシア神話によれば金羊毛を取って帰ったアルゴナウタイは今日のリュブリャナとヴルフニカの間で湿地に囲まれた大きな湖を発見した。イアーソーンが怪物を襲ったのはその湖で、この怪物はドラゴンになり、ドラゴンは今日のリュブリャナの紋章と市旗になっている。歴史的により信憑性があるものには、15世紀にリュブリャナ城の教会が建てられた15世紀にゲオルギオスが守護聖人になったことである。ゲオルギオスの伝説ではドラゴンはキリスト教によって圧倒された古いペイガニズムの象徴である。他の説ではドラゴンは最初は紋章を飾る唯一の装飾であったと言うものである。バロックが紋章の一部となり、20世紀に塔や他の要素を凌駕するようになってきた。

## 歴史

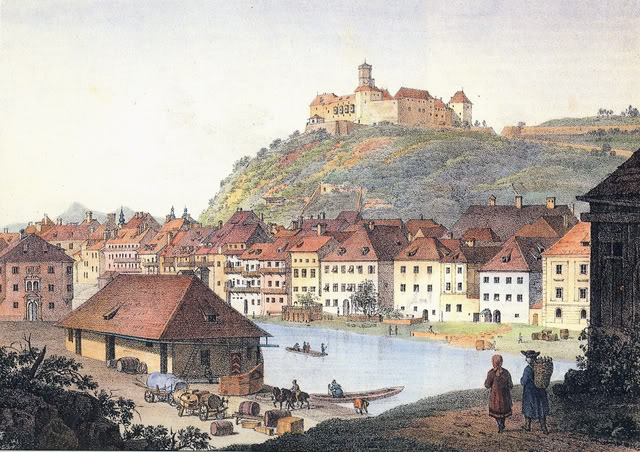
18世紀のリュブリャナ

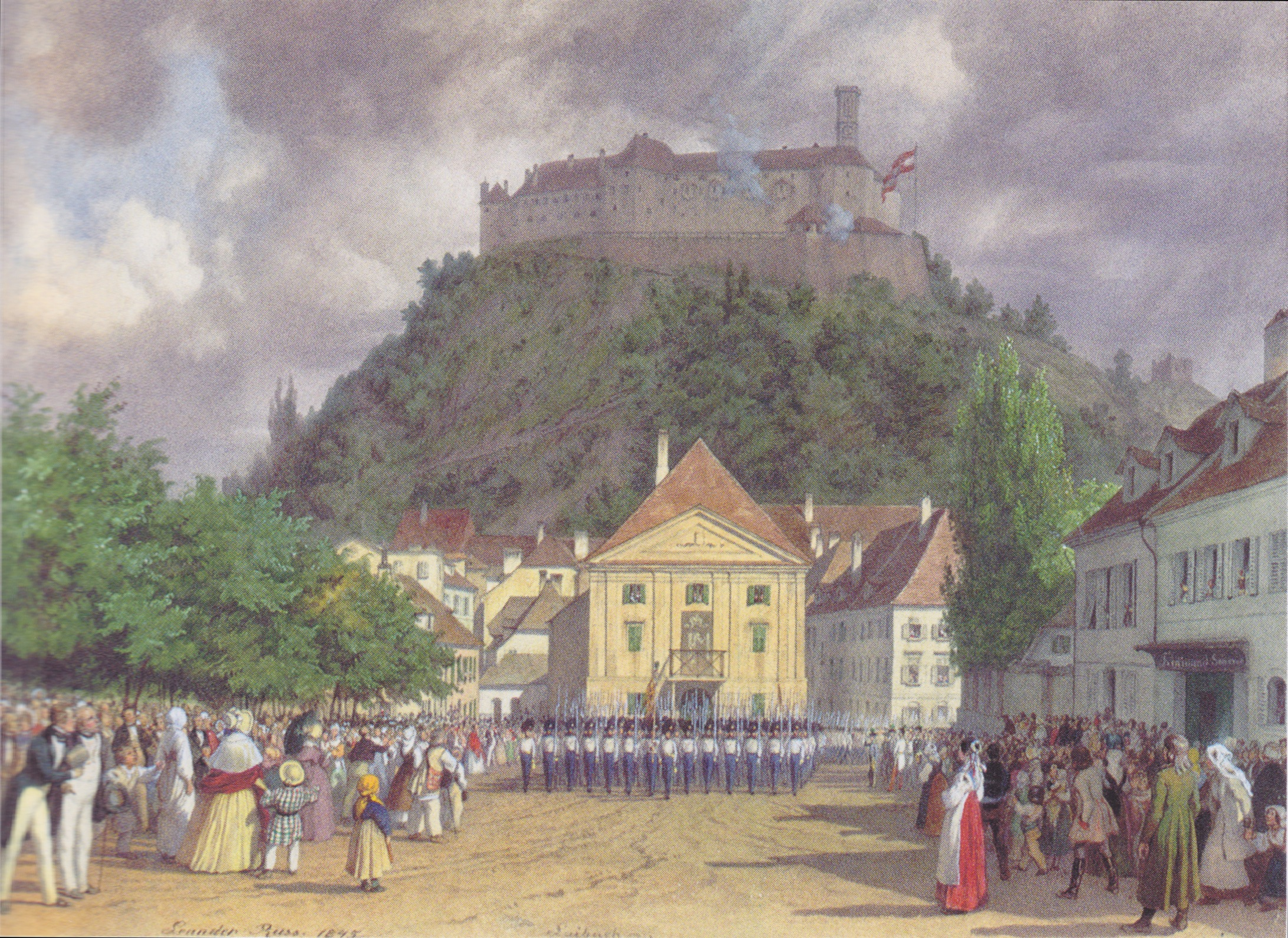
1821年のライバッハ会議を祝う催し

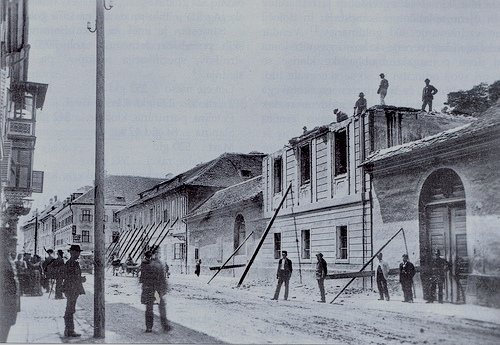
1895年の震災で被災して復旧中の建物

### 先史時代から古代まで
紀元前2000年頃にリュブリャナ近郊の湿地帯には人が高床建物に暮らしていた。今日でも考古学的遺物がイグに残されており、アルプスに連なる6か国にまたがる「アルプス周辺の先史時代の住居」の一部として2011年6月からユネスコの世界遺産に登録されている。湿地帯に住んでいた人々は狩猟や漁労、原始的な農業を通して生活の糧を得ていた。湖沼の移動には木の幹をくり抜いて作ったカヌーを使用していた。後にこの地域は様々な部族や人々の多くの生活の跡が残され、その中にはケルト人やイリュリア人が混合したラピデスと呼ばれる人々や3世紀のケルト人の一部族タウリスキ族も含まれている。
紀元前50年にローマ人が後のエモナ（Aemona/Emona）となる軍の野営地を設置する。要塞は強化され、ローマ軍団の 第十五アポロン軍（Legio XV Apollinaris）が使用した。452年にアッティラの命令によりフン族により破壊され、その後は東ゴート族やランゴバルド人によって破壊されている。エモナには5,000 - 6,000人の住民が居て、多くの戦いで重要な役割を果たした。住居はプラスターを塗った煉瓦の異なった色の家で既に下水設備につながれていた。
6世紀になるとスロベニア人の祖先のスラヴ人が移動して来るようになり、9世紀にはスロベニア人はフランク王国の支配下に入りマジャル人の襲撃を度々経験する。

### 中世から近世
長い間リュブリャナが最初に言及されたのは1144年であるとされていたが、しかしながら2002年に同様に古い『死者の名前』（Nomina defunctorum） と呼ばれる羊皮紙のシートが発見された。この羊皮紙はウーディネ大聖堂の公文書館に保存されている。記録は1112年-1125年となっており、貴族のRudolf of Tarcentoやアクイレイアの総大司教が大砲とリュブリャナ城（castrum Leibach）のそばに20の農地を総司教に授けたことが言及されている。
リュブリャナの町が正確に町の地位を得た時期ははっきりとは分かっていないが、1220年より以前であった。13世紀、町はスタリ・トルグ （Stari trg）、ノヴィ・トルグ（Novi trg）、メスト（Mesto、今日の聖ニコラヤ大聖堂周辺）という3つの地域で構成されていた。最初の記録では1200年頃に市場を保持する権利を有していたと考えられるが、最も古い前記の3地区が必ずしも含まれていた訳ではない 当時のリュブリャナ城領主はシュプンハイム家であったが、周辺の土地や屋敷は他の貴族たちのものであった。
1270年、カルニオラとリュブリャナはオタカル2世により征服された。オタカル2世がルドルフ1世 (神聖ローマ皇帝)に敗北すると、ルドルフ1世が町を1278年手に入れた。ルドルフの誓約によりリュブリャナは1279年 - 1335年の間ゴリツィア伯国の支配下にあり、その後は再びハプスブルク家の支配下となり、ライバッハ （Laibach）と改名され1797年までハプスブルク家に属していた。1461年にカトリック教会のリュブリャナ司教座が設けられ、聖ニコラヤ教会は大聖堂になった。
15世紀にリュブリャナは芸術で認められ、1511年の震災後にルネサンス様式で町は再建され新しい城壁がその周囲に築かれた。16世紀、町の人口は5,000人を数え、70%の住民はスロベニア語を第一言語とし、残りのほとんどはドイツ語が使われていた。その直後にドイツで初めてスロベニア語で書かれた書物プリモシュ・トゥルバル (en) （Primož Trubar）のカテキゼム  (en) （Katekizem）が出版され、教育者のアダム・ボホリッチ (en) （Adam Bohorič）は "Elementale Labacense oder Abecedarium der lateinischen, deutschen und slowenischen Sprache"、"Nomenclatura trium linguarum"、"Otroshia tabla"の3冊のスロベニア語で書かれた本を著し、ヤンシュ・マンデルツ（ Janž Mandelc）により刷られている。この時点で町では宗教改革の基礎を得ている。ルーテル教会の牧師はプリモシュ・トゥルーバーやアダム・ボホリッチ、ユーリィ・ダルマティンを含めリュブリャナに居住して布教を行っていた。スロベニア語の聖書が使われていたが、印刷はドイツのヴィッテンベルクで行われていた。同時期には最初の高校や公共図書館、印刷所がリュブリャナに開設されている。1597年には町にイエズス会がやって来て、後にカレッジになる高校を設立している。17世紀後半にはバロック建築が現れ始め、外国の建築家や彫刻家がリュブリャナの町に訪れるようになった。

### 近代
ナポレオン・ボナパルトは1809年 - 1813年にフランス第一帝政のイリュリア州の州都をリュブリャナに置いた。1815年になると町は再びオーストリアの支配となり、1816 - 1849年にオーストリア帝国の地方行政区画としてイリュリア王国の行政的中心となった。1821年にライバッハ会議の開催都市となり、これによって定められたヨーロッパの政治的境界線はその後、長年にわたって固定化されることとなった。1849年には帝都ウィーンから最初のオーストリア南部鉄道が開業し、1857年には今日のイタリア北東部のトリエステへ延伸された。
1895年にリュブリャナはマグニチュード6.1の震災に見舞われた（1895年リュブリャナ地震）。当時の人口は31,000人で、10%にあたる1,400の建物が破壊され大きな被害をもたらしている。震災後は再建がウィーン分離派様式により各地区で再建が行われた。街灯はリュブリャナの町には1898年に現れ、再建に続いて町の近代化が当時の市長であったイヴァン・フリバルにより進められた。
1918年に第一次世界大戦が終結するとオーストリア＝ハンガリー帝国は解体し、リュブリャナは後のユーゴスラビア王国となるセルビア人・クロアチア人・スロベニア人国の一部となり、スロベニア地方の中心都市となった。1929年にユーゴスラビア王国の行政区分が再編された際には、現在のスロベニアとほぼ同じ領域を占めるドラヴァ州の州都となる。

### 第二次世界大戦から現代
第二次世界大戦でナチス・ドイツを主幹とする枢軸国はユーゴスラビア侵攻作戦を発動し、1941年4月10日、ドイツ国防軍がリュブリャナを占領した。リュブリャナはドイツの同盟国であるイタリア王国に占領されその一部となり、1941年5月3日にリュビアナ州 (en) の州都リュビアナとされ、市長には以前のユーゴスラビア王国の将軍であったレオン・ルプニク (en) が就いた。イタリアの降伏後はドイツ国防軍とナチス親衛隊（SS）の親衛隊大将エアヴィン・レーゼナー (en) とフリードリッヒ・ライナー (en) が1943年に町の実権を握ったが 、形式上は1945年5月9日までイタリア王国リュビアナ州の州都とされていた。リュブリャナでは占領軍は要塞を設け、占領軍の協力者の組織としてイタリア占領時代は反共産主義義勇兵 (en) 、ドイツ占領時代はドモブランツィ (en) などが組織された。抵抗運動で地下組織のスロベニア国家解放戦線と都市の外側で活動するパルティザンの協調を邪魔するため都市の周囲 30キロメートル (19 mi)には有刺鉄線が張られていた。この有刺鉄線が張られていた場所は1985年以来、市街を囲む散歩道となっている。
第二次世界大戦終結後、リュブリャナはユーゴスラビア社会主義連邦共和国を構成するスロベニア社会主義共和国の首都となり、それは1991年まで続いた。スロベニアのユーゴスラビアからの独立宣言後、ユーゴスラビア人民軍の侵攻により十日間戦争が起こるがリュブリャナでは戦争の影響をほとんど受けず、スロベニアの首都となった。スロベニアは2004年には欧州連合（EU）に加盟した。リュブリャナの歴史は戦災よりも地震や洪水による自然災害に多く見舞われ、2010年10月にリュブリャニツァ川などの氾濫 (en) により市の南郊や西郊に続き、北郊が危険にさらされていた。

## 地勢

リュブリャナ中心部位置図

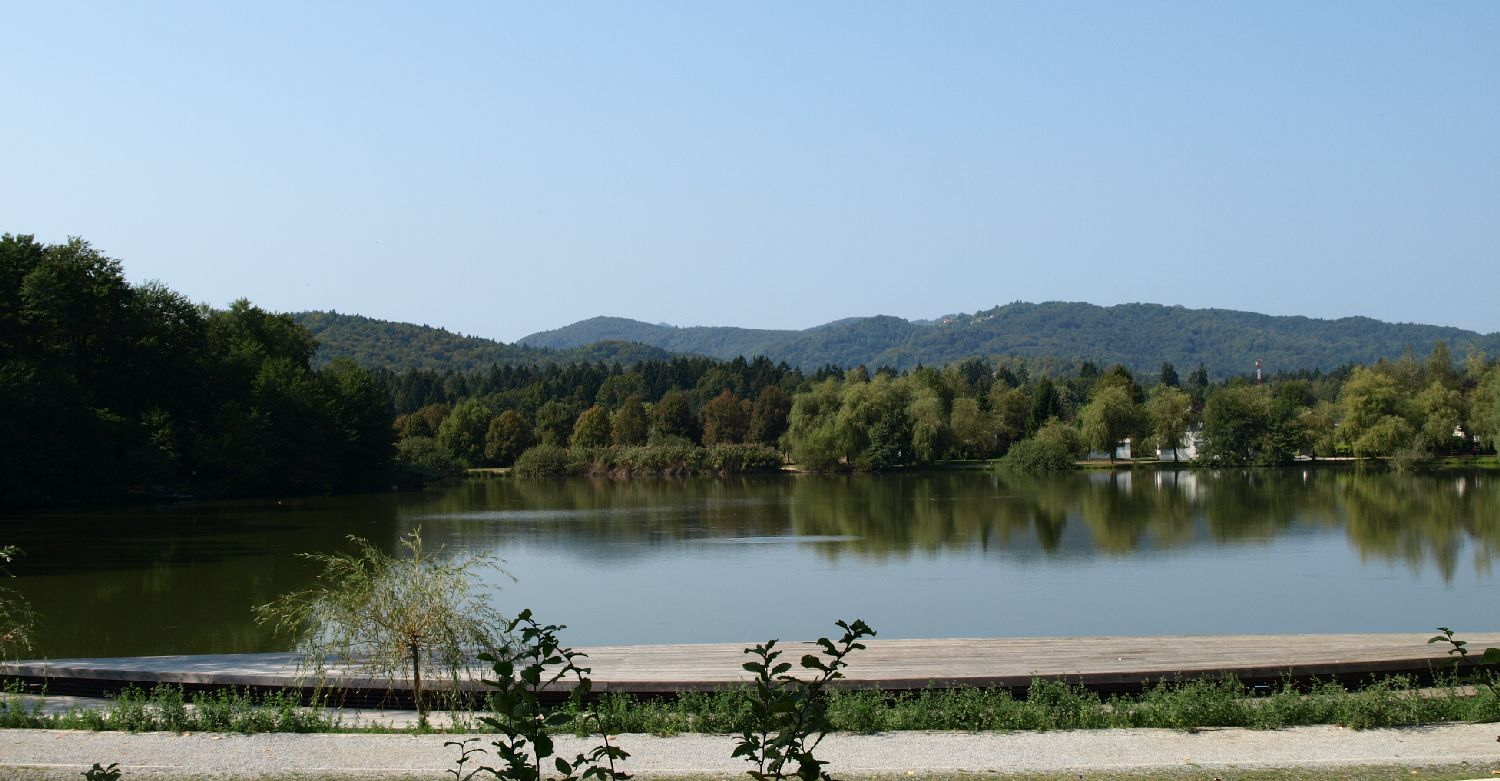
冬はスケートにも使われ、ボートや釣りが楽しめるコセゼ池

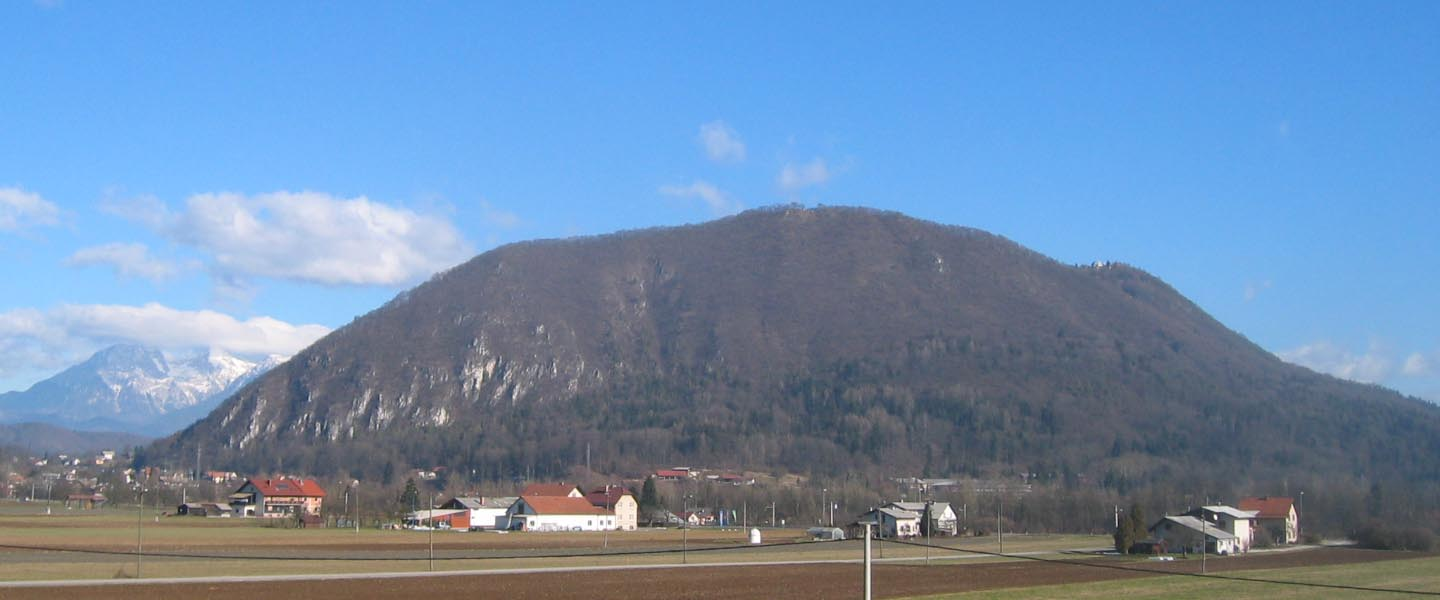
リュブリャナでは一番標高が高いシュマルナ山。一番高い地点はグルマンダで 676 m。

リュブリャナ市の面積は275平方キロメートル (106 sq mi)で、スロベニア中央部のアルプスとカルストの間のリュブリャナ低地に位置する。リュブリャナはクロアチアのザグレブの西140キロメートル (87 mi)、セルビアのベオグラードの北西520キロメートル (320 mi) 、ヴェネツィアの東250キロメートル (160 mi)、ウィーンの南西 350キロメートル (220 mi)、ブダペストの南西400キロメートル (250 mi)の場所にある。リュブリャナの市域はここ30年来、周辺自治体との合併により拡大している。リュブリャナが広がる沖積層は第四紀に、周辺部の古い山岳地域は中生代の三畳紀や古生代に遡る。多くの地震がリュブリャナを襲っており、1511年や1895年の地震も含まれる。
リュブリャナの重心の標高は 295メートル (968 ft)である。リュブリャナの中心部はリュブリャニツァ川沿いにあり、標高は298メートル (978 ft)である。中心部の南側に位置するリュブリャナ城はグライスキ・グリチュ（Grajski grič)）の頂上にあり、標高は 366メートル (1,201 ft)で、市街では一番高い地点である。リュブリャナで一番高い地点はグルマダと呼ばれる場所で標高は676メートル (2,218 ft)で付近のシュマルナ山より7m高く、ハイキングでは有名な場所になっている。
リュブリャナの主要河川はリュブリャニツァ川の他にサヴァ川、グラダシュチツァ川、マリ・グラベン川、イシュカ川などがある。リュブリャナ市の東側の境界となっている場所ではサヴァ川とカムニシュカ・ビストリツァ川が共に流れている。標高が最も低い地点は川が合流する地点で261メートル (856 ft)ある。
リュブリャナには大きな池が3つあり、一番大きな池はコセゼ池（Koseški bajer）でシシュカ地区にあり、ティヴォリ池はリュブリャナティヴォリ公園の南側にある。コセゼ池は1960年代に人工池として造られ、多くの珍しい動植物やポピュラーなスポーツやレクレーションの場となっている。ティヴォリ池は浅くて小さい池で、1880年に掘られた。元はボート遊びやアイススケートに使われたが年が経て現在では釣りのみに使われている。湿地帯の低地と公園の大小のラコヴニク丘の間に人造の 650平方メートル (7,000 sq ft) の池が広がっている。
なお、市内からはスロベニアの象徴であるトリグラウ山を眺めることができる。。

## 気候
リュブリャナの気候はケッペンの気候区分で西岸海洋性気候（Cfb）と温暖湿潤気候（Cfa）の境界に位置し。暑い夏や寒い冬など大陸性気候の特徴も併せ持つ。7月と8月は一番暑い月で日中の最高気温は25から30℃に達する。一番寒い月は1月で0℃付近で変動する。年間90日程度は0℃以下になり11日程度は30℃以上になる。また、リュブリャナでは年間121日程度霧の日がありほとんどは秋や冬に発生する。。年間降水量は1,400mmになり、ヨーロッパの首都の都市では一番湿気がある都市の一つでもある。雷雨は5月から9月かけて見られ、時折とても激しくなる。降雪は12月から2月にかけて見られ、冬季の平均48日間は雪に覆われる。夏の天気は地中海の空気の影響を受け晴天や暑い日が多くなる。
北緯46度に位置するにもかかわらず、北大西洋海流の影響により、冬季の気温が高い。低緯度である北緯35度から北緯40度に位置する飛騨地方や長野県、東北地方内陸部よりも冬季の日平均気温と平均最低気温が高く、降雪量も少ない。
| リュブリャナの気候                                                              | リュブリャナの気候 | リュブリャナの気候 | リュブリャナの気候 | リュブリャナの気候 | リュブリャナの気候 | リュブリャナの気候 | リュブリャナの気候 | リュブリャナの気候 | リュブリャナの気候 | リュブリャナの気候 | リュブリャナの気候 | リュブリャナの気候 | リュブリャナの気候 |
| 月                                                                              | 1月                | 2月                | 3月                | 4月                | 5月                | 6月                | 7月                | 8月                | 9月                | 10月               | 11月               | 12月               | 年                 |
| ------------------------------------------------------------------------------- | ------------------ | ------------------ | ------------------ | ------------------ | ------------------ | ------------------ | ------------------ | ------------------ | ------------------ | ------------------ | ------------------ | ------------------ | ------------------ |
| 最高気温記録 °C （°F）                                                          | 14.8 (58.6)        | 19.7 (67.5)        | 24.6 (76.3)        | 27.8 (82)          | 32.4 (90.3)        | 33.3 (91.9)        | 37.6 (99.7)        | 36.5 (97.7)        | 31.3 (88.3)        | 26.5 (79.7)        | 20.3 (68.5)        | 16.7 (62.1)        | 37.6 (99.7)        |
| 平均最高気温 °C （°F）                                                          | 3.0 (37.4)         | 6.2 (43.2)         | 11.2 (52.2)        | 15.4 (59.7)        | 20.8 (69.4)        | 23.9 (75)          | 26.5 (79.7)        | 26.1 (79)          | 21.5 (70.7)        | 15.3 (59.5)        | 7.9 (46.2)         | 3.4 (38.1)         | 15.1 (59.2)        |
| 日平均気温 °C （°F）                                                            | −0.1 (31.8)        | 1.8 (35.2)         | 6.1 (43)           | 10.0 (50)          | 15.0 (59)          | 18.1 (64.6)        | 20.4 (68.7)        | 19.8 (67.6)        | 15.5 (59.9)        | 10.3 (50.5)        | 4.5 (40.1)         | 0.7 (33.3)         | 10.2 (50.4)        |
| 平均最低気温 °C （°F）                                                          | −2.7 (27.1)        | −1.9 (28.6)        | 1.4 (34.5)         | 4.9 (40.8)         | 9.4 (48.9)         | 12.7 (54.9)        | 14.6 (58.3)        | 14.4 (57.9)        | 11.0 (51.8)        | 6.7 (44.1)         | 1.7 (35.1)         | −1.7 (28.9)        | 5.9 (42.6)         |
| 最低気温記録 °C （°F）                                                          | −20.3 (−4.5)       | −23.3 (−9.9)       | −14.6 (5.7)        | −3.3 (26.1)        | −1.2 (29.8)        | 2.9 (37.2)         | 7.4 (45.3)         | 5.8 (42.4)         | −0.6 (30.9)        | −5.4 (22.3)        | −14.5 (5.9)        | −16.0 (3.2)        | −23.3 (−9.9)       |
| 降水量 mm （inch）                                                              | 71 (2.8)           | 71 (2.8)           | 87 (3.43)          | 103 (4.06)         | 113 (4.45)         | 154 (6.06)         | 117 (4.61)         | 134 (5.28)         | 131 (5.16)         | 147 (5.79)         | 137 (5.39)         | 103 (4.06)         | 1,368 (53.86)      |
| 平均降水日数 （≥0.1 mm）                                                        | 11.9               | 9.7                | 11.6               | 13.9               | 15.4               | 15.6               | 13.1               | 12.0               | 11.6               | 13.3               | 14.1               | 13.3               | 155.6              |
| 平均降雪日数                                                                    | 16.7               | 13.6               | 5.9                | 1.0                | 0.1                | 0.0                | 0.0                | 0.0                | 0.0                | 0.1                | 5.2                | 12.6               | 55.2               |
| 平均月間日照時間                                                                | 57                 | 99                 | 140                | 166                | 218                | 226                | 267                | 245                | 169                | 110                | 56                 | 45                 | 1,798              |
| 出典1：Slovenian Enivironment Agency (ARSO) (data for 1971-2000)                |                    |                    |                    |                    |                    |                    |                    |                    |                    |                    |                    |                    |                    |
| 出典2：Slovenian Enivironment Agency (ARSO) (some extreme values for 1948-2011) |                    |                    |                    |                    |                    |                    |                    |                    |                    |                    |                    |                    |                    |

## 都市景観

### 建築物
とくにリュブリャナ周辺部では大きな建物が増えているが、リュブリャナ中心部には歴史的なものが損なわれることなくバロックやウィーン分離派の建築様式が交わり残っている。リュブリャナはオーストリアの型、特にグラーツやザルツブルクのスタイルの影響を強く受けている。1511年に起こったスロベニア西部の大地震の後、リュブリャナはバロック様式によって、続いてルネサンスモデルの都市で再建された。その後1895年に町は再び地震に襲われ、酷い被災を受けている。再び再建されこの時はウィーン分離派様式が採用された。リュブリャナでは再建が行われた時代を反映し様々な様式が混在している。第二次世界大戦前後に建てられたリュブリャナの建築物の大きな部分ではしばしば個人的にスロベニア人建築家ヨジェ・プレチニックが関わっている。特にヨジェ・プレチニックによる戦間期の建築物と都市デザインは2021年に世界遺産に登録された。
リュブリャニツァ川を見下ろす丘の上を占めるリュブリャナ城は12世紀に建てられ、辺境伯の居城で後にカルニオラ公国君主のものとなった。城から少し離れた、聖ニコラオス大聖堂（Stolnica svetega Nikolaja）、聖ペトロ教会（Cerkev Sv. Petra , Šentpetrska cerkev）、フランシスコ会の受胎告知教会（Frančiškanska cerkev Marijinega oznanjenja,Frančiškanska cerkev）、竜の橋（Zmajski most）はリュブリャナのメインとなる建築物である。市庁舎近くのリュブリャナ市広場にはバロック様式のロッバ泉（Robbov vodnjak）のレプリカがある。オリジナルのものはスロベニア国立美術館に移動し収蔵されている。泉はローマのナヴォーナ広場にあるものに似てオベリスクと台部分のカルニオラ地方の3つの主要河川を象徴する3体の大理石の彫像が据えられている。この作品はイタリアの彫刻家フランチェスコ・ロッバによるもので、市内には彼の多くのバロック様式の彫刻が残されている。リュブリャナの教会では同様にこの様式が1511年の震災以後、広く普及している。
ウィーン分離派の傑出したものはプレシェーレン広場と竜の橋に見られる。ヨジェ・プレチニックが設計したいくつかの橋も含まれ、その中には三本橋やスロベニア国立図書館も含まれる。 1930年代に建てられたネボティチュニクは良く知られた高層住宅である。

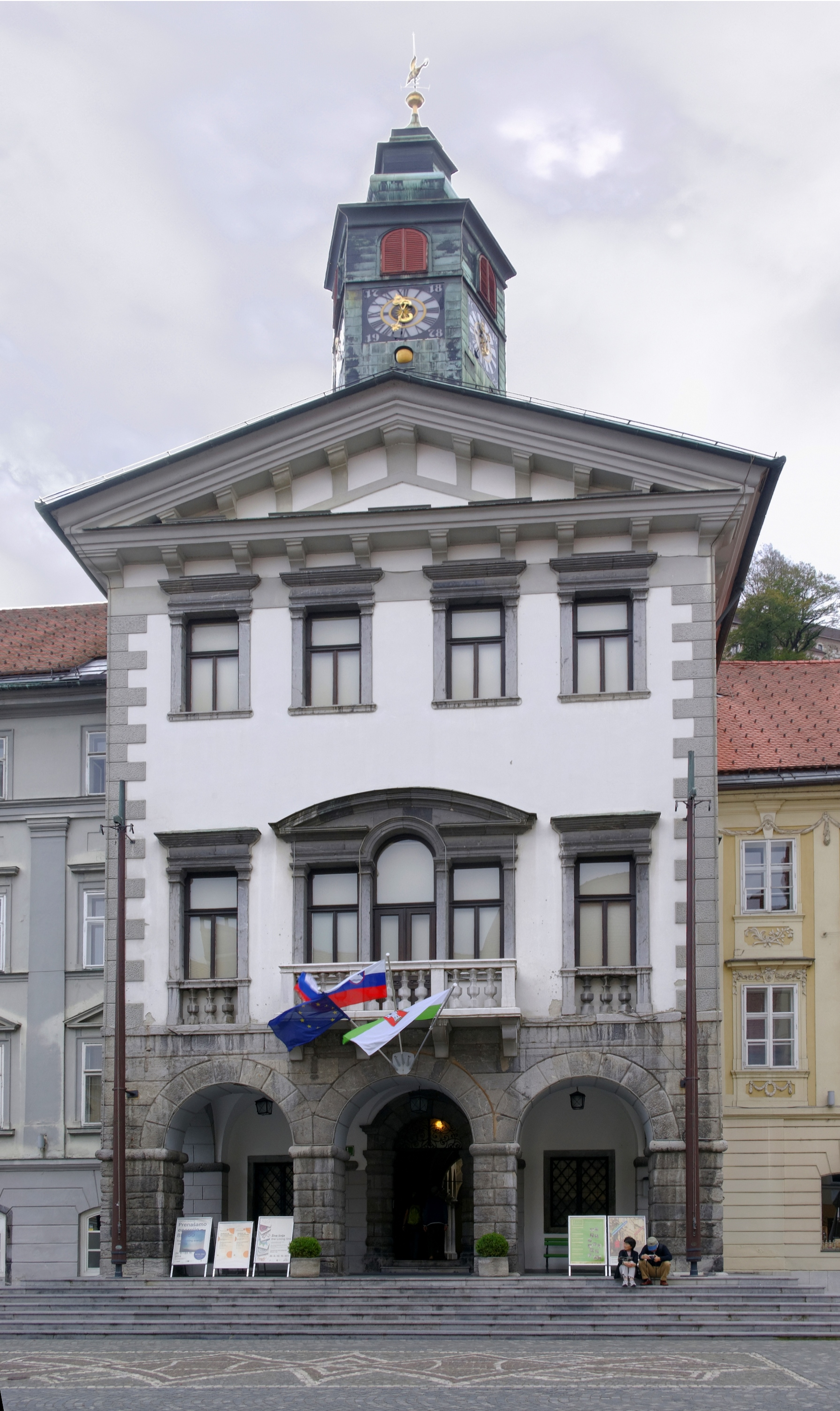
リュブリャナ市庁舎
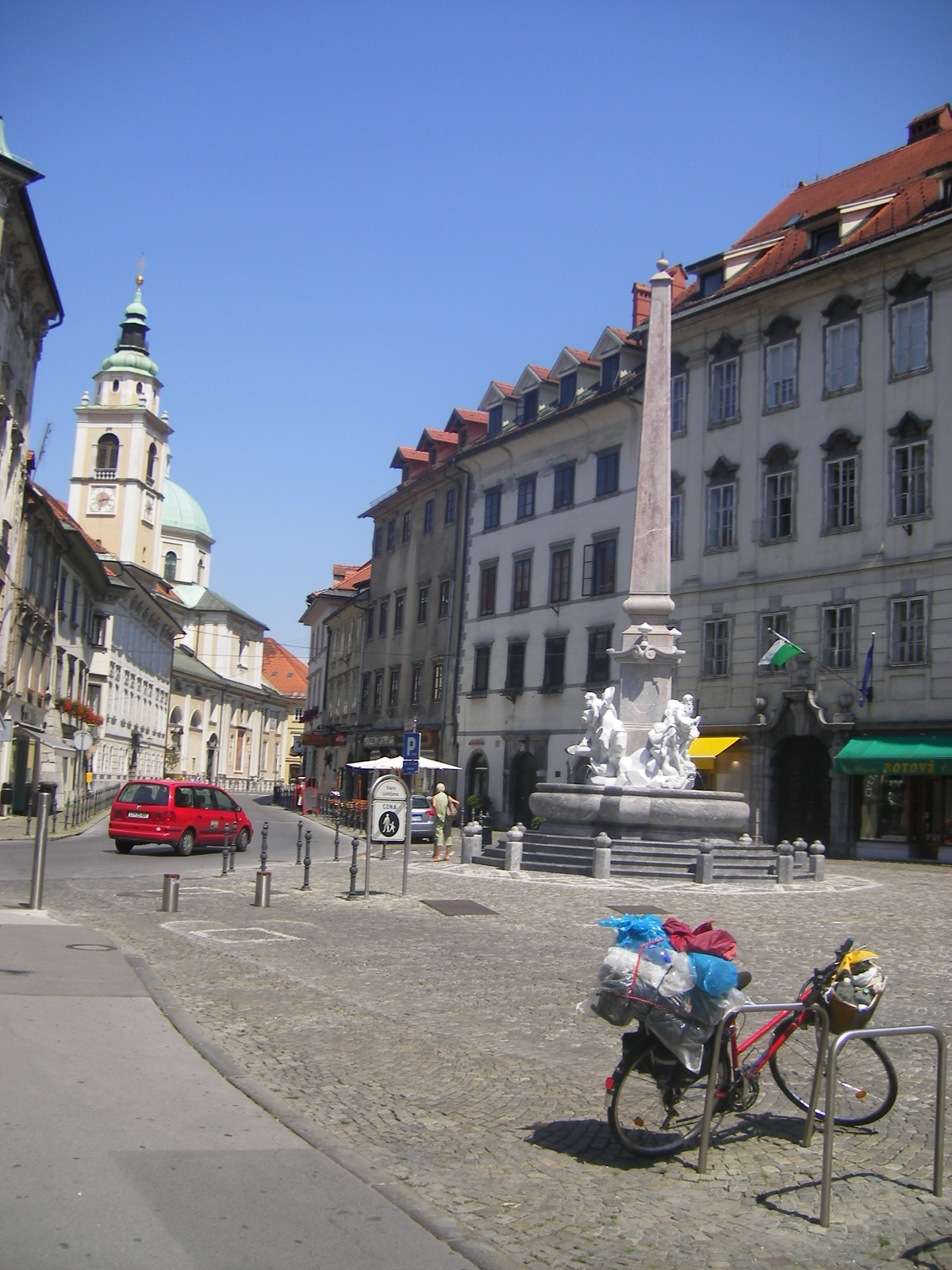
リュブリャナ市広場
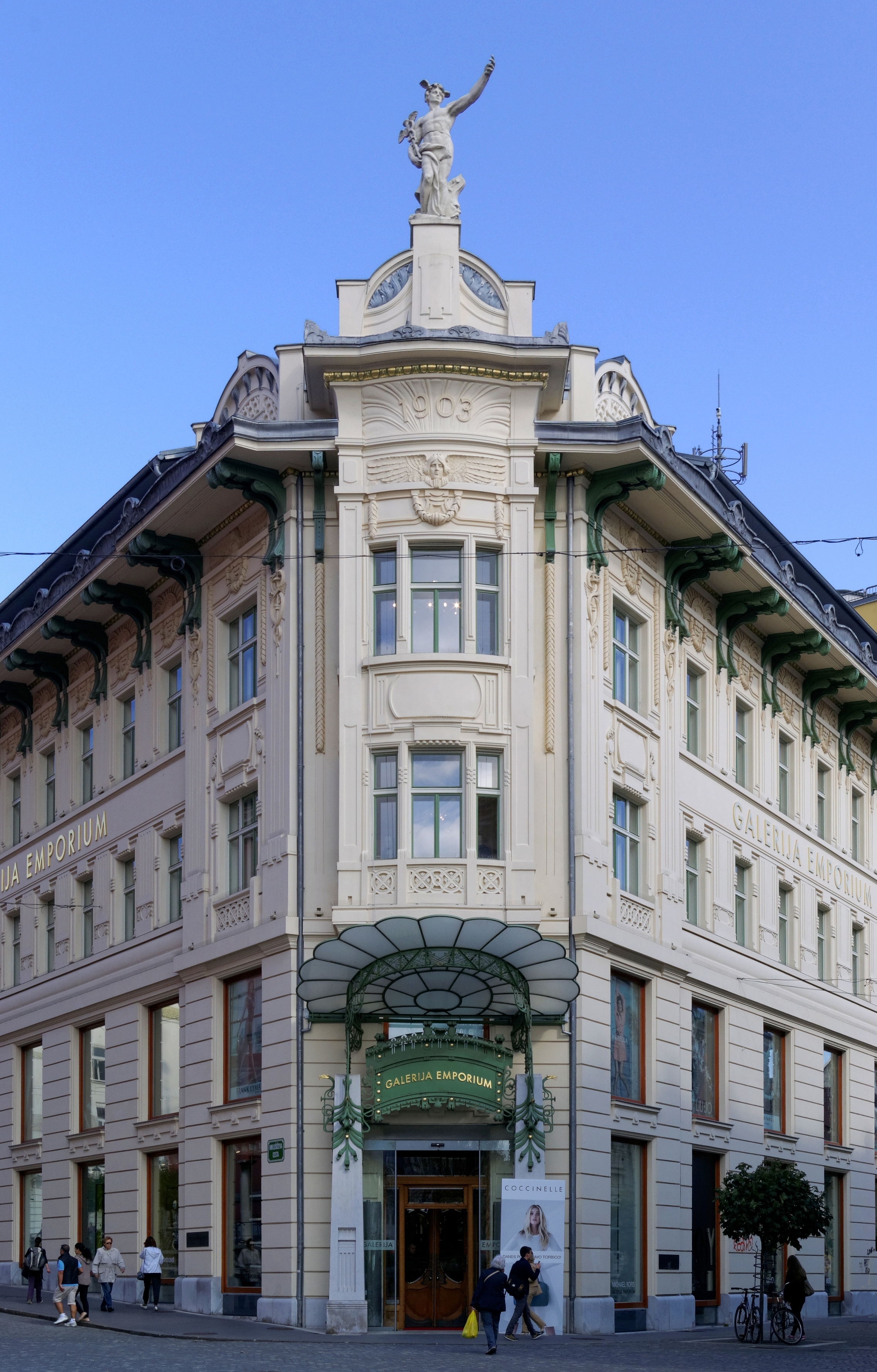
プレシェーレン広場のウルバンツ邸

### 観光

#### リュブリャナ城

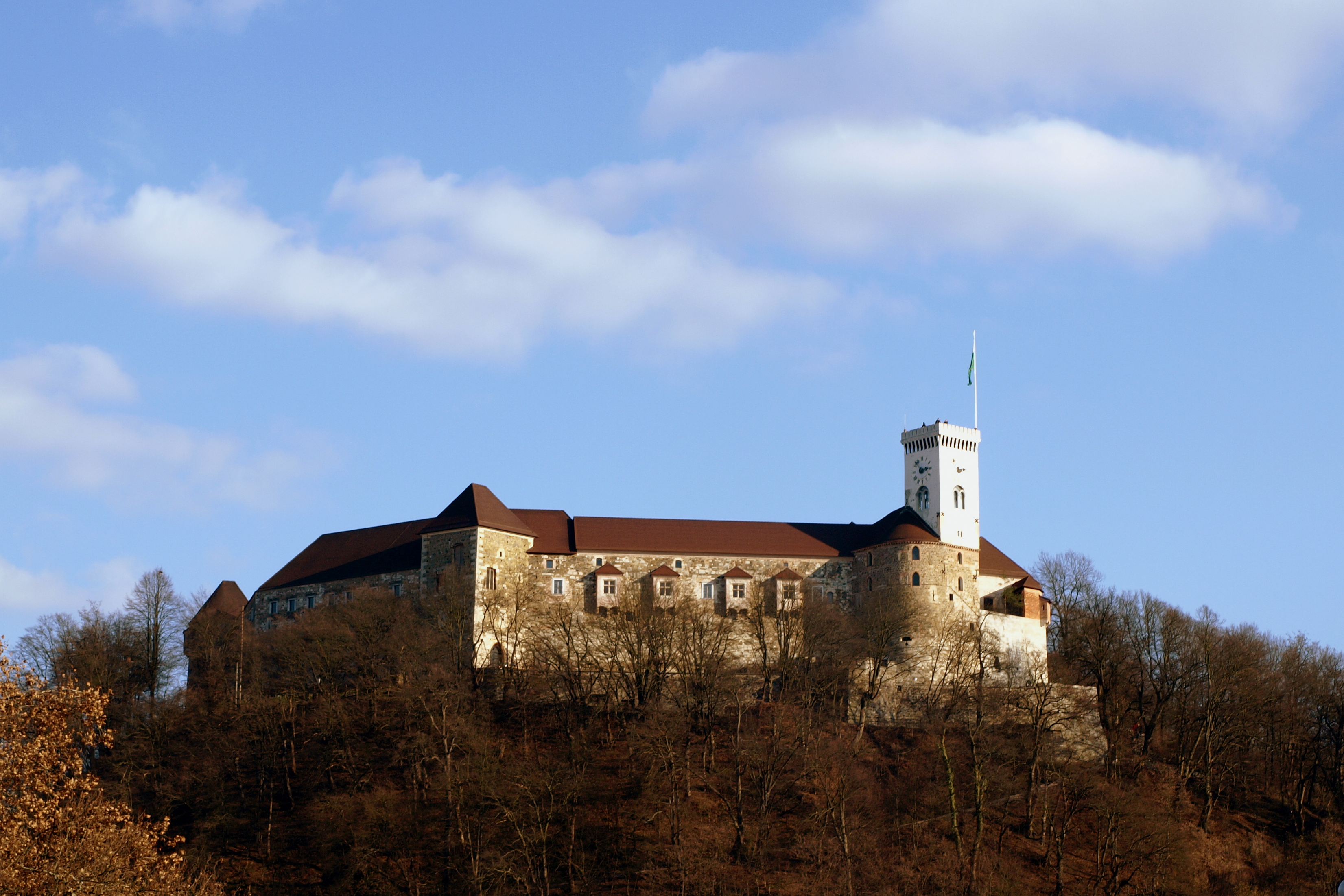
リュブリャナ城

リュブリャナ城 (Ljubljanski grad) は市街を見下ろす丘の上に建っている。城の周辺は紀元前1200年以来、絶え間なく人が居住している。 城の見張り塔は1848年に遡り見張り番が住み込み、火事の警告や重要な来訪者や出来事を大砲で知らせる義務があり、現在でも続いているが 今日では観光客の呼び物となっている。文化的な行事や結婚式などがこの城では行われる。2006年からケーブルカーによって市街と丘の上の城が結ばれた。

#### 聖ニコラオス大聖堂

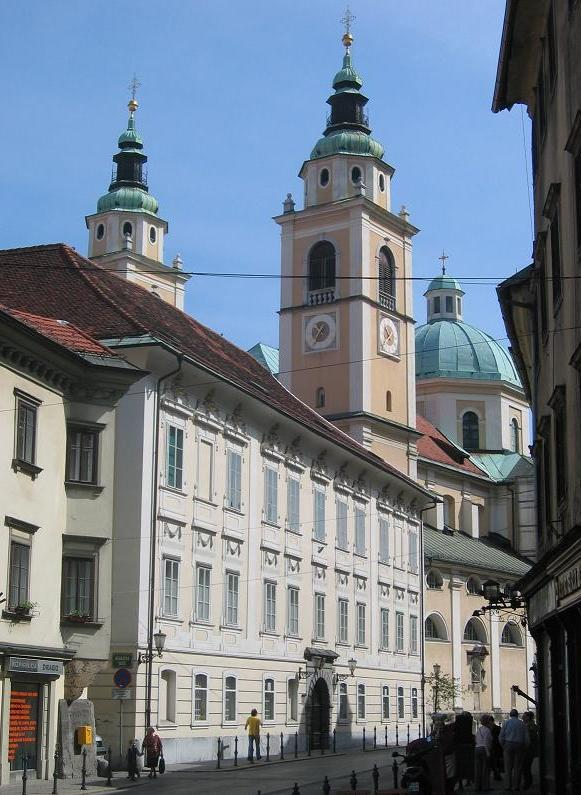
聖ニコラオス大聖堂

聖ニコラオス大聖堂はリュブリャナ大司教区により管理されている。緑のドームと2つの塔により簡単に見分けることが出来、キュリロスとメトディオス広場（Ciril-Metodov trg）に面したリュブリャナ中央市場や市庁舎近くに位置する。リュブリャナ教区は1461年に設立された。1701年から1706年にかけてイエズス会の建築家アンドレア・ポッツォ（Andrea Pozzo）によりバロック様式の教会と2つの両側の礼拝堂の十字架の形で設計された。ドームは1841年に中央部に造られている。内装はバロック様式のフレスコにより1703年 - 1706年と1721年 - 1723年にイタリアのフレスコ画家ジュリオ・クアーリョ（Giulio Quaglio）により描かれた。

#### 竜の橋
竜の橋 (Zmajski most)はリュブリャナがオーストリア＝ハンガリー帝国の一部であった1900年 - 1901年に造られた。ウィーンで学んだダルマチア人建築家が設計しオーストリア人の技術者が建て、ウィーン分離派の建築物の中では傑出したものとされている。一部の市民からは四隅の恐ろしい竜の顔になぞらえて「姑」と言うニックネームで呼ばれている。

#### チョポヴァ通り

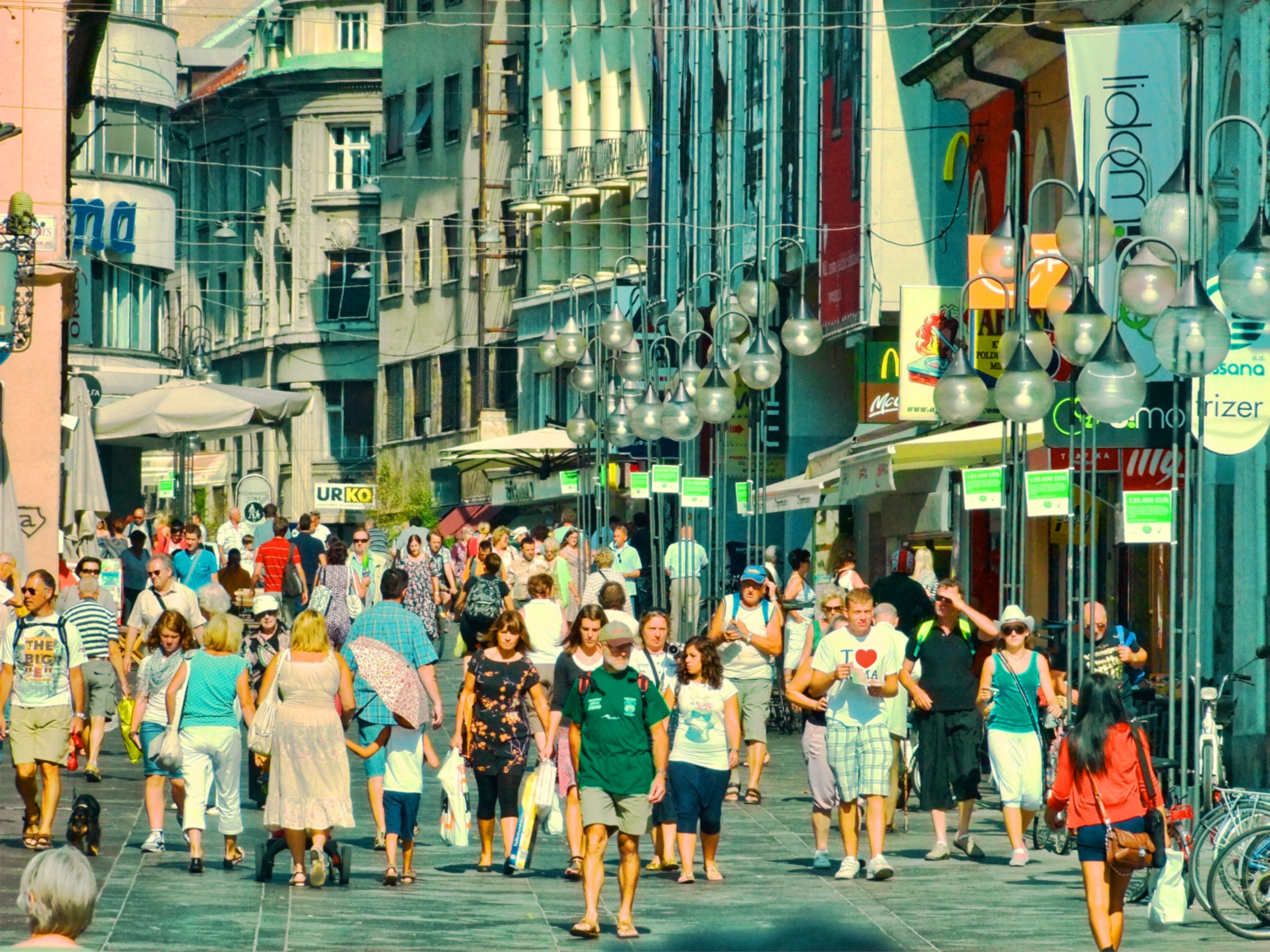
チョポヴァ通り

チョポヴァ通り (Čopova ulica)はリュブリャナ中心部を通る大通りである。通りの名は言語学者で文学史家のマティア・チョプに因み名付けられた。彼は19世紀初期のロマン主義の詩人フランツェ・プレシェーレンの親友であった。この通りはスロヴェンスカ通りに面した中央郵便局(Glavna pošta) やプレシェーレン広場(Prešernov trg)に続いており、通りにはバーやスロベニアでは一番古くからあるマクドナルドを含む様々な店舗が軒を連ねている。この通りは歩行者専用で都心のプロムナードと見なされている。

#### コングレスニ広場
コングレスニ広場はリュブリャナにとっては一番重要な中心である。広場は1821年にライバッハ会議を目的に造られ、後に現在の名称が付けられた。それ以来政治的な式典やデモ抗議の場所として重要な中心となっており、スロベニア人・クロアチア人・セルビア人国の設立式典、ベオグラード解放の式典、1988年のユーゴスラビア当局に対する抗議などが開かれている。広場周囲にはリュブリャナ大学、スロベニア·フィルハーモニー管弦楽団、Slovenska matica、ウルスラ三位一体教会などの重要な組織の建物がある。2010年と2011年に大規模な改修が行われ現在ではほとんどの地上部分の道路交通は閉鎖されたが、商業目的の5区画と地下に多くの駐車場がある。

#### ティヴォリ公園
リュブリャナティヴォリ公園 (Park Tivoli)はリュブリャナでは一番大きな公園である。 公園は1813年にフランス人技術者ジャン・ブランシャールにより設計され、現在の面積は約5 km2 (1.9 sq mi). である。公園はリュブリャナがフランス第一帝政下にあった1813年にレイアウトされパリのジャルダン・ディ・ティヴォリ（ティヴォリ公園）に因み名付けられた。ティヴォリ公園の縁にある釣り堀は1880年に遡る。池の一方は小さな植物園でもう一方は子供の遊技場となっている。1921年と1939年にヨジェ・プレチニックによって刷新され彼により設計され中央部の広いプロムナードはヤコピチプロムナード(Jakopičevo sprehajališče)と呼ばれスロベニアの印象派画家リハルド・ヤコピッチ（Rihard Jakopič）に因み名付けられている。3つの主要な通りにはクリの木が植えられている。公園内には異なった種類の木や花園、いくつかの彫像、噴水などがある。公園内にはティヴォリ城や国立現代史博物館、ティヴォリホールなどがある。

#### 肉屋の橋
肉屋の橋(Mesarski most)はリュブリャニツァ川に架かる歩行者用の橋である。リュブリャナ中央市場とペトコヴシェケの土手を結んでいる。橋はスロベニア人彫刻家ヤコヴ・ブルダル（Jakov Brdar）の作品で飾られている。2010年7月10日に公式に開通し、1930年代からのヨジェ・プレチニックの構想が完了した。橋の開通後、恋人同士により橋のワイヤーに永遠の愛を象徴する南京錠が掛け始められ、パリのポンデザールのような光景となっている。

## 人口・宗教
1869年のリュブリャナの人口は約22,600人であった。1931年には60,000人に増加している。2002年の国勢調査によればリュブリャナ市民の宗教分布は39.2%はカトリック教会、30.2%は無宗教、19.2%は不明、5.5%は正教、5.0%はイスラム教、残りの0.7%はプロテスタントか他の宗教を信仰している。人口の84%はスロベニア語話者で、2番目がボスニア語話者、3番目にセルビア語話者がそれぞれ占めている。
人口推移
| 1600  | 1700  | 1754  | 1800   | 1846   | 1869   | 1880   | 1890   | 1900   | 1910   | 1921   | 1931   | 1948   | 1953    | 1961    | 1971    | 1981    | 1991    | 2002    | 2010    |
| ----- | ----- | ----- | ------ | ------ | ------ | ------ | ------ | ------ | ------ | ------ | ------ | ------ | ------- | ------- | ------- | ------- | ------- | ------- | ------- |
| 6,000 | 7,500 | 9,400 | 10,000 | 18,000 | 22,593 | 26,284 | 30,505 | 36,547 | 41,727 | 53,294 | 59,768 | 98,599 | 113,340 | 135,366 | 173,853 | 224,817 | 258,873 | 267,008 | 271,885 |

## 行政
リュブリャナ市はリュブリャナ市基礎自治体(MOL)により統治され、市議会により導かれている。市議会の議長は市長と呼ばれ、市議会の議員と市長は4年ごとの地元選挙により選出される。議会には自治体予算の草案作成や様々な役割があり、健康、スポーツ、金融、教育、環境保護、観光などの様々な委員会により支援されている。自治体は17の地区に分けられ、地区評議会が代表している。地区評議会は共に自治体の議会で活動し、既知の住民の提案や地区での活動の計画を行っている。2002年 - 2006年の市長はダニツァ・シムシッチ（Danica Simšič）であった。2006年10月22日の自治体選挙以来、2011年12月に国民議会の議員になるまでゾラン・ヤンコヴィッチがリュブリャナ市長を務めた。彼はスロベニアのスーパーマーケットチェーンであるメルカトルの前常務で、2006年の選挙では62.99%の投票率で当選している。2010年10月10日の再選挙でヤンコヴィッチは64.79%の一般得票により他の4年の再選をされた。2006年から2010年10月まで市議会では45議席中、23議席をLista Zorana Jankovićaが過半数を占めた。2011年12月21日からヤコヴィッチは国民議会の議員となり、副市長でLista Zorana Jankovićaのアレシュ・チェリンが自治体を率いて行くことになったが、チェリンは市長の地位には無い。市長の交代は法律に従い行われるが、補欠選挙が行われるまではその地位に関しては自治体の法規と合致しているリュブリャナの治安に関してはリュブリャナ警察総局 (Policijska uprava Ljubljana)が担っている。。市内には5つの地域署と4つの区域署がある。交通の取り締まりは市交通監理官(Mestno redarstvo)が行っている。リュブリャナは治安の良さや静かさの評価を得ている。

### リュブリャナの地区

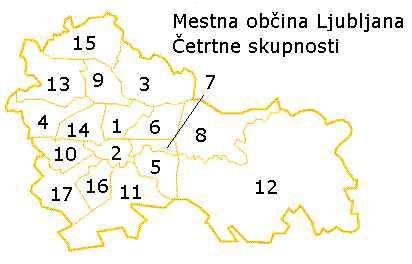
リュブリャナの地区

| - ベジグラート (Bežigrad) (1) - ツェンテル(Center) (2) - チュルヌーチェ(Črnuče) (3) - ドラウリェ(Dravlje) (4) - ゴロヴェツ(Golovec) (5) - ヤルシェ(Jarše) (6) - モステ(Moste) (7) - ポリェ(Polje) (8) |  | - ポサヴィエ(Posavje) (9) - ロジュニク(Rožnik) (10) - ルトニク(Rudnik) (11) - ソストロ(Sostro) (12) - シェントヴィト(Šentvid) (13) - シシュカ(Šiška) (14) - シュマルナ山(Šmarna gora) (15) - トゥルノヴォ(Trnovo) (16) - ヴィチ(Vič) (17) |

## 経済
製造業、特に製薬、石油化学、食品産業等は重要な雇用先である。他の分野では銀行業、金融、交通、建設、技術関連、サービス業、観光業などが含まれる。公共部門では教育、文化、医療、官公庁などが雇用を提供している。リュブリャナ証券取引所(Ljubljanska borza)は2008年にウィーン証券取引所に買収され、市場ではスロベニアの大手企業の株が取引されている。リュブリャナにはチェーンストアのメルカトルや石油化学のペトログループ、テレコムコンツェルンのテレコムスロベニアなどのスロベニアの大手企業の本社がいくつか立地している。15,000を超える企業がリュブリャナでは運営されており、そのほとんどは第三次産業である。
ビジネス、ショッピング、スポーツの複合施設であるBTCセンターには多くの企業や450を超える店舗が立地しこの種の施設ではヨーロッパ最大規模である。毎年、2,100万人が訪れている。 施設の面積は475,000平方メートル (5,110,000 sq ft) を占め、リュブリャナ東部のモステ地区に位置する。

## 文化
リュブリャナには多くの美術館や博物館がある。2004年には15の博物館と41の美術館、11の劇場があり、4つのプロオーケストラがあった。 これらには建築博物館や鉄道博物館、スポーツ博物館、近代美術館、現代美術館、ビール醸造博物館、スロベニア国立歴史博物館、スロベニア民族誌博物館など様々なものが含まれている。リュブリャナ動物園は 19.6ヘクタール (48エーカー)を占め、152種類の動物が展示されている。アンティークの蚤の市は毎週土曜日に開催されている。2006年には博物館には264,470人、美術館には403,890人、劇場には396,440人の来場者があった。
毎年、10,000を超える文化的な催しがリュブリャナでは開かれその中には10の国際的な演劇や音楽、一般芸術のフェスティバルが含まれる。多くの音楽フェスティバルが催されるが、リュブリャナサマーフェスティバル (Ljubljanski poletni festival)の場合は主にクラシック音楽やジャズである。様々なスロベニアワインの中心的な地域にあり、リュブリャナは「ワインとブドウの木の町」として知られている。ブドウの木は城の丘の傾斜地を利用し、既にローマ時代のエモナの住民が栽培を行っていた。
1701年に今日のスロベニア・フィルハーモニー管弦楽団が初めての交響楽団としてリュブリャナに開かれ、この地域の音楽作成の発展に拍車をかけた。 スロベニア·フィルハーモニー管弦楽団の名誉会員にはフランツ・ヨーゼフ・ハイドンやルートヴィヒ・ヴァン・ベートーヴェン、ヨハネス・ブラームス、ニコロ・パガニーニなどが含まれている。グスタフ・マーラーは初期のキャリアの中で、リュブリャナのオペラハウスの指揮者を務めており、1881年9月から1882年4月にかけて与えられた84の公演を完全にこなしている。
スロベニア国立美術館 (Narodna galerija)は1918年に設立され 、リュブリャナ近代美術館(Moderna galerija)と共にリュブリャナではもっとも影響力があるスロベニア人芸術家の作品が展示されている。メテルコヴァ通り(Metelkova ulica)にあるソーシャルセンターではオルタナティブカルチャーに熱心で、以前のオーストリア＝ハンガリーの兵舎を改装している。Metelkova（メテルコバ）はユーゴスラビア軍に対するカウンターカルチャーの中心地であり、そこの壁は落書きで覆われている。また、この活気のある通りには多くのクラブやライブハウスがあり様々な音楽が演奏され、大部分はオルタナティヴ・ロックである。近代美術館の一部としてリュブリャナ現代美術館が2011年11月26日にメテルコヴァ通りに開館した。 他のオルタナティブカルチャーの中心は以前のログファクトリーがあった場所で、1980年代リュブリャナは新スロベニア芸術Neue Slowenische Kunstの中心地となり、バンドのライバッハや画家のIRWIN、哲学者のスラヴォイ・ジジェクは関連付けられる。

## 教育

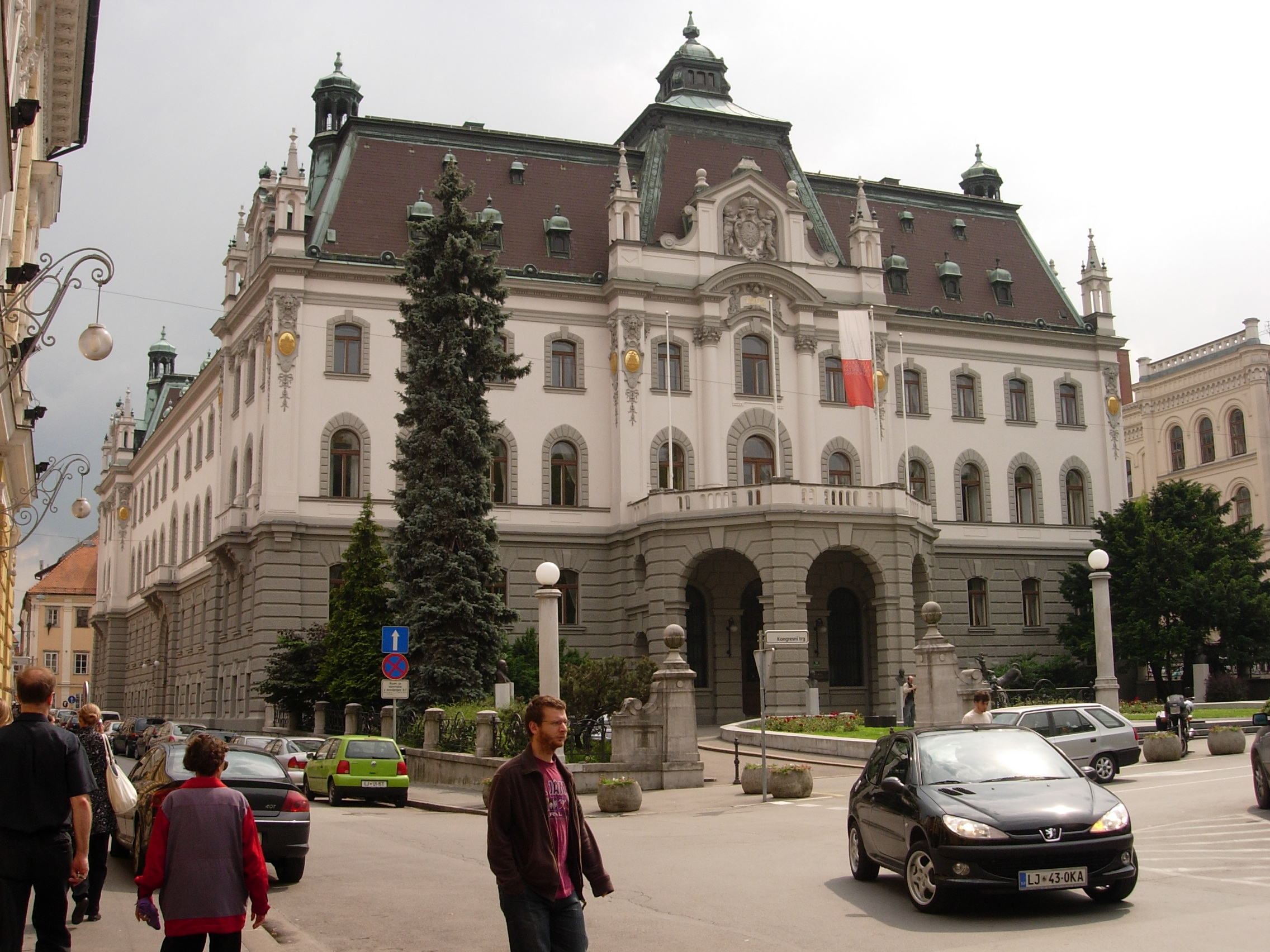
リュブリャナ大学本館

リュブリャナの人口の7分の1は学生で占められ都市に若々しい特徴を与えている。 リュブリャナ大学はスロベニアではもっとも重要にしてリュブリャナでは唯一の大学であり、1919年に設立された。大学の本部はコングレスニ広場にあり、カルニオラの公邸として1902-1918年に使われていた建物を使用している。建物は1902年にチェコ人の建築家ヤン・ヴラディミル・フラースキー（Jan Vladimír Hráský）により設計され、後にウィーンのチェコ人建築家ヨシプ・フデッツ（Josip Hudetz）により造り直されている。2010年現在、23の学部と3のアカデミーがある。スロベニア語の学科や医学、応用科学、法律、経営学などのコースがあり、64,000人の学生と3,500人の教授、教員が在籍する。スロベニア国立・大学図書館には1,169,09冊の蔵書がある。リュブリャナ市内には55校の小学校に20,802人の生徒が、32校の中等学校に25,797人の生徒が在籍する。1693年にリュブリャナでAcademia operosorum Labacensisが設立され、1701年に音楽協会が後に続いた。1938年にはスロベニア芸術科学アカデミーが成立した。

## スポーツ

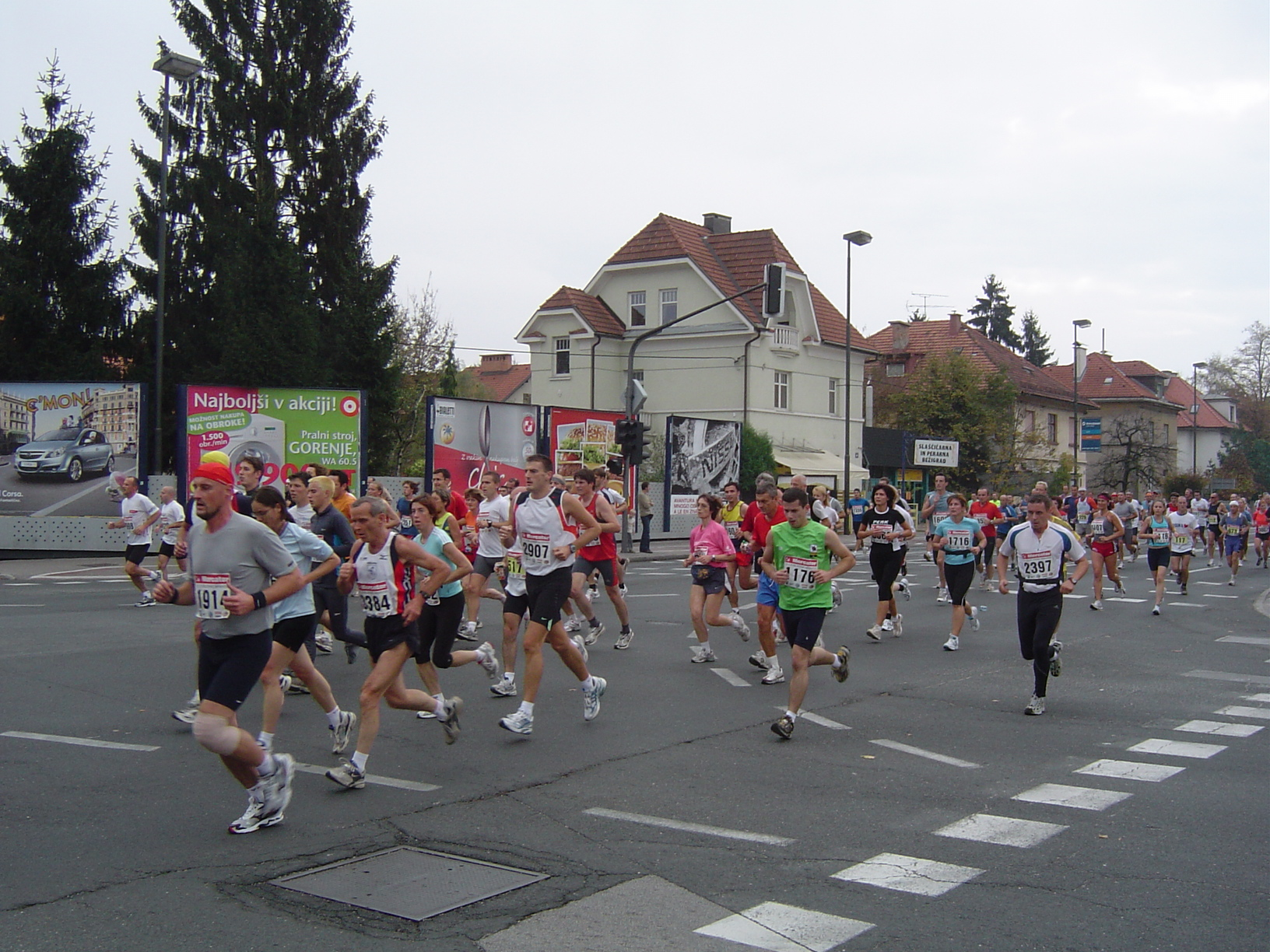
2006年リュブリャナマラソン

リュブリャナにはアイスホッケーのクラブチームHD HS Olimpija、ŠD Alfa、HK Slavijaなどがある。これらのチームはスロベニアホッケーリーグで競い合っており、HDD Olimpija Ljubljanaはオーストリアのリーグにも参加している。 バスケットボールのクラブチームにはKD Slovan、ŽKD Ježica Ljubljana、KK Union Olimpijaなどがある。2010年以来、ストジツェスタジアムで試合が行われている。
リュブリャナにはプロサッカーリーグプルヴァ・リーガで活躍するクラブチームNKインテルブロック・リュブリャナと NKオリンピア・リュブリャナがある。市内にはサッカースタジアムが2箇所ある。古くからあったベジグラドスタジアムは2011年に刷新されたが、ここをホームとしていたNKオリンピア・リュブリャナは2004年に負債を抱え破綻している。より大きいスタディオン・ストジツェが2010年8月にストジツェスポーツ公園に開業し、緑の竜をシンボルとする新たに2005年に設立されたNKオリンピア・リュブリャナ (2005年)のホームとなっている他、スロベニア代表のホームスタジアムでもある。
1957年5月8日-10日以来毎年開催される第二次世界大戦中に有刺鉄線が張られていた場所を歩くイベントである Pot spominov in tovarištva, acronym (en) は1945年5月9日にリュブリャナが解放されたことを記念し行われている。10月にはリュブリャナマラソンが市街の通りで催され毎年多くのランナーをひき付けている。
市街地の北西8kmのサヴァ川に隣接した場所にはカヌーやカヤックのコースであるTacen Whitewater Courseがあり、国際カヌー連盟主催の国際的な大会等が開催されている。
スキースポーツは今日のリュブリャナでは第二次世界大戦以前から振興されている。 1940年代より、市内北西部のグンツリエではアルペンスキーが行われている。  5つのスキージャンプ台がスキースロープの近くにあり、スロベニアのオリンピックやワールドカップの選手がトレーニングや競争をここで行っている。シシュカ地区のアレナ・トリグラヴ複合施設では6つのジャンプヒルを備えている。

## 交通

### 道路
リュブリャナはスロベニア中央部に位置し幹線道路が交差する地点で、東西は汎ヨーロッパ交通回廊5号線で南北方向は汎ヨーロッパ交通回廊10号線である。リュブリャナはA1（欧州自動車道路70号線、E70）でマリボル、オーストリアのグラーツ、ウィーンと結ばれている。南西方向はA1-E70によりイタリアのトリエステ、ヴェネチア、クロアチアのリエカなどに通じる。東側はA2-E70によってクロアチアの首都ザグレブやハンガリーの他、ベオグラードなどのかつてユーゴスラビアであった国々の主要都市へ達する。北西方向はA2-E61によってオーストリアのクラーゲンフルト、ザルツブルクなどに達し北ヨーロッパからスロベニアへ入国する観光客にとっては重要なポイントである。ヴィグネットと呼ばれる道路税を徴収するステッカーシステムが2008年7月1日からリュブリャナ環状道路で導入されている。リュブリャナ中心部はラッシュ時には通勤による渋滞で通行に難がある。

### 航空
リュブリャナ・ヨゼ・プチニク空港(IATA LJU)は市の北側26kmの場所にあり、多くの欧州主要都市と結ばれている。当空港はアドリア航空のハブで、エールフランスやブリュッセル航空、イージージェット、フィンエアーなど様々な航空会社が乗り入れる。現在の空港は1933年に建設され、1963年まで使われていた空港に代わりに建設された。旧空港はスロベニアでは最初の民間空港で第二次世界大戦中や戦後は軍用として使われた。最初の路線はベオグラード、ザグレブ、リエカの間で開設されている。

### 鉄道
リュブリャナは北アドリア地域と中東欧をもっとも速く結ぶ汎ヨーロッパ鉄道回廊5号線上にあり 、中央ヨーロッパからバルカン半島にかけての10号線も通る。
スロベニアを経由するすべての国際列車はリュブリャナ駅を経由する。リュブリャナには6箇所の旅客駅と9つの停留所がある。スロベニア鉄道のリュブリャナ駅は中央駅となるハブで、スロベニアでは一番規模が大きい駅である。リュブリャナ・ザログ駅はスロベニアの貨物の中枢となる操車場である。また、いくつかの産業用の鉄道がリュブリャナには敷かれている。

### 公共交通・その他
路線バス網はリュブリャナ旅客交通（Ljubljanski potniški promet,LPP）が運営し市内の公共交通を担っている。バスの車両は比較的モダンなものでいくつかの路線はラッシュ時の混雑が問題となっている。バスはウルバナ（Urbana）と呼ばれるプリペイドカードか携帯電話で乗車することが出来る。バスは時折トロリーバスを表すトロール（troll）と呼ばれることがあり、リュブリャナのトロリーバスは1951-1971年まで活躍した。トロリーバスは5系統あり、1958年までは路面電車も同時に走っていた。 リュブリャナバスステーションはリュブリャナのバスの中枢でリュブリャナバスステーション社（Avtobusna postaja Ljubljana）により運営されている。また、市内には多くのタクシー会社がある。かつて存在したリュブリャナの路面電車は規模が小さかった。完成したのは1901年9月であった。 1928年7月までにはバスを置き換え、財政的な損失からバスは1930年までには廃止され1931年に路面電車に置き換えられている。第二次世界大戦後は自動車が増加しより重要になり、場所を取る路面電車は廃れて来た。自転車もリュブリャナでは重要な交通手段と考えられるようになり、2011年5月からBicikeljと呼ばれるセルフサービスのレンタサイクルサービスが住民や旅行者にサービスの提供が開始され、300台の自転車と600の駐輪場、31のステーションなど市中心部に幅広く広がっている。日に2,500回のレンタルが行われている。 町の主要な通りは自転車の通行が禁止されているが、自転車道や道路標示の普及で部分的に規制は廃止されている。

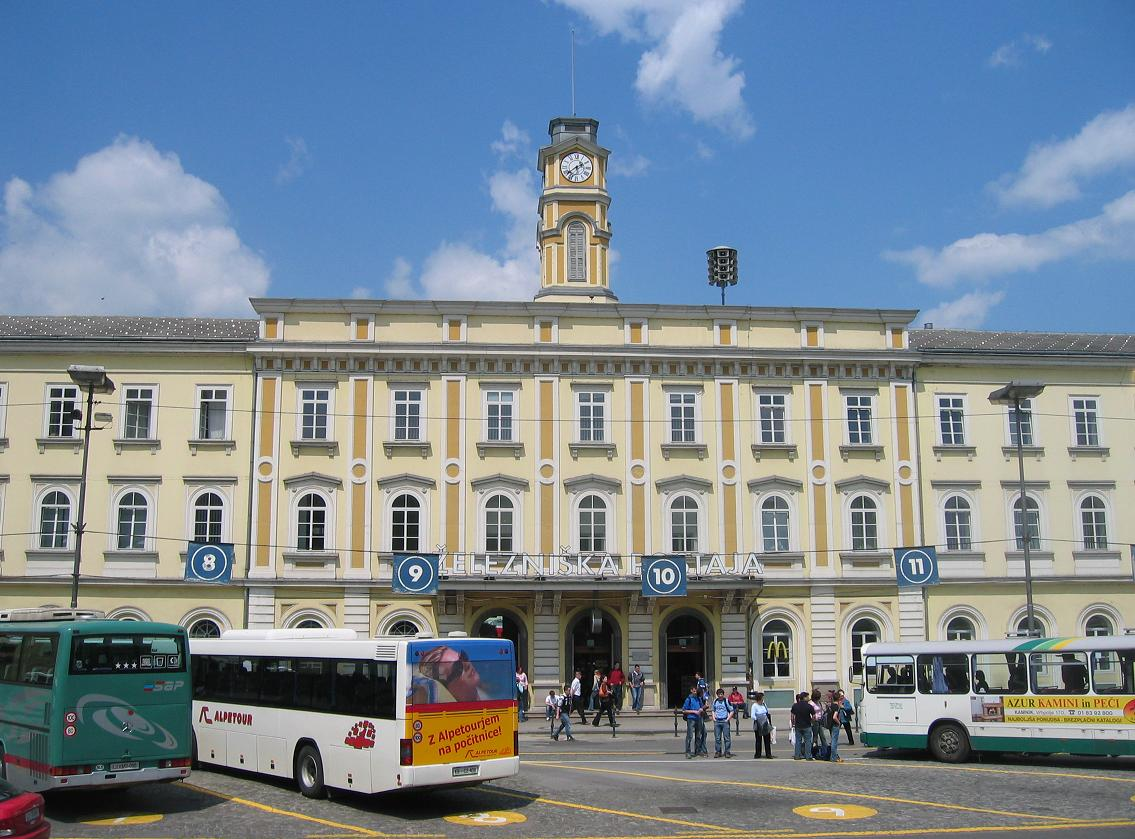
リュブリャナ駅と駅前のリュブリャナバスステーション
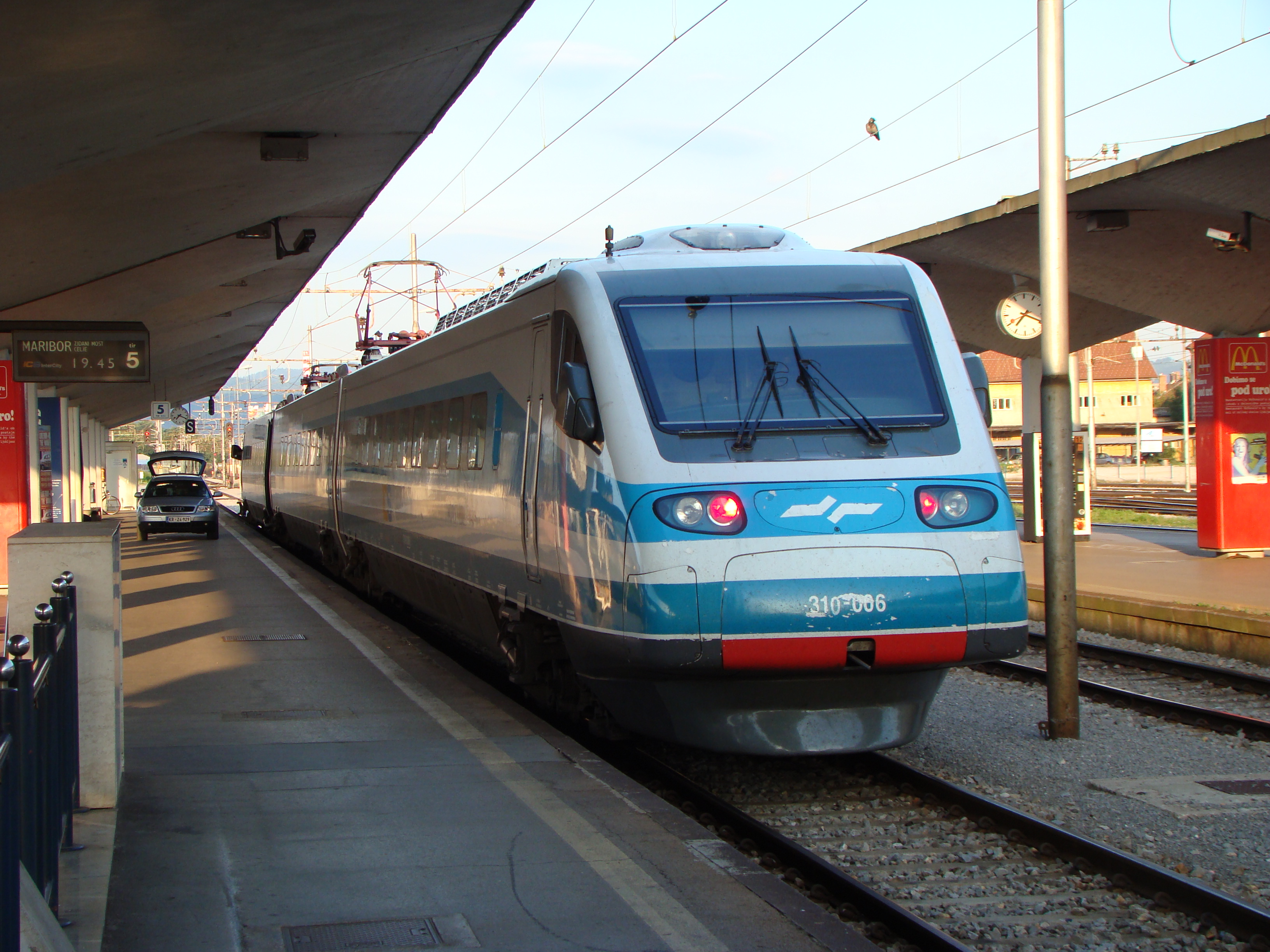
スロベニア鉄道のペンドリーノ特急電車ICS
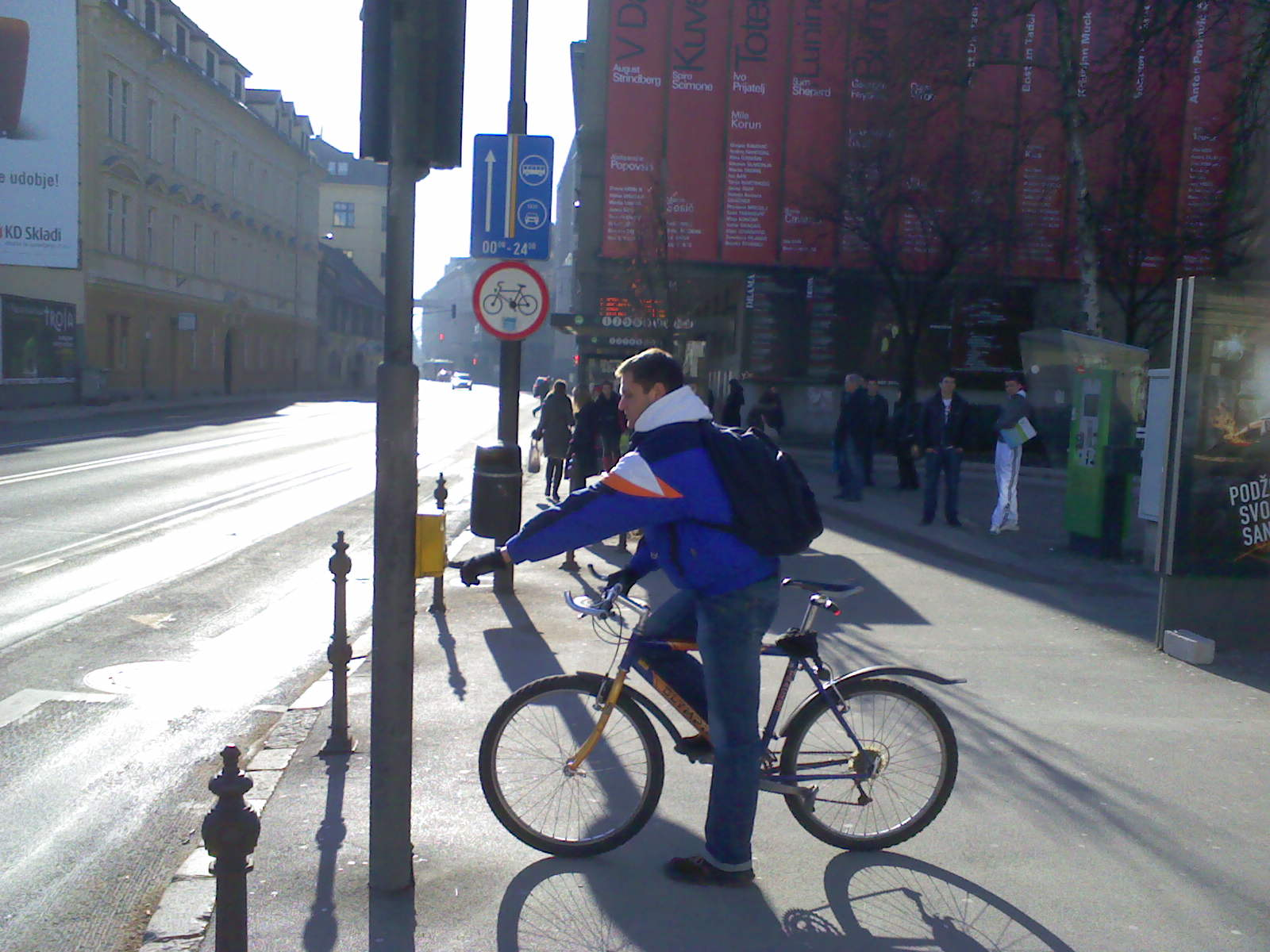
リュブリャナ中心部の自転車通行禁止の標識
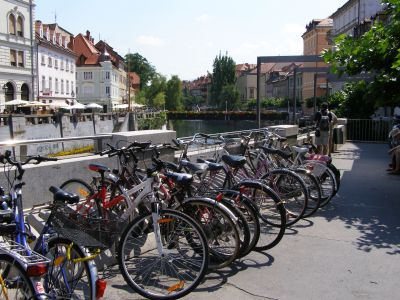
リュブリャナの自転車

## ゆかりの人物
- フランツェ・プレシェーレン - 詩人
- フリッツ・プレーグル - 医師・化学者
- ヨジェ・プレチニック - 建築家・都市計画家
- イヴァン・ツァンカル - 作家・劇作家
- カルロス・マリア・デ・ボルボーン (マドリード公) - ブルボン家のスペイン王位およびフランス王位請求者
- ロイゼ・コヴァチッチ - 作家
- スラヴォイ・ジジェク - 哲学者・思想家
- ラドスラフ・ネステロヴィッチ - バスケットボール選手
- ヤネス・ヤンシャ - 政治家
- ラリッサ・ヴルハンク - 作曲家・教育者
- ルカ・ドンチッチ - バスケットボール選手

## 姉妹都市
| - ウィーン（オーストリア） - ザグレブ（クロアチア） - ブラチスラヴァ（スロバキア） - ケムニッツ（ドイツ） - 成都（中華人民共和国） - クリーブランド（アメリカ合衆国） - クラーゲンフルト（オーストリア） | - レーヴァークーゼン（ドイツ） - ヴィースバーデン（ドイツ） - ノッティンガム（イギリス） - モスクワ（ロシア） - ベオグラード（セルビア） - ブリュッセル（ベルギー） - アテネ（ギリシャ） |